# Ran Laurie
William George Ranald Mundell „Ran” Laurie (ur. 4 maja 1915 w Grantchester, zm. 19 września 1998 w Hethersett) – brytyjski wioślarz, mistrz olimpijski, lekarz, ojciec aktora Hugh Lauriego.

## Życiorys
Ran Laurie urodził się w 1915 roku w Grantchester w Cambridgeshire, pierwszy kontakt z wioślarstwem miał już w szkole w Monkton Combe. W 1933 roku rozpoczął edukację na Selwyn College University of Cambridge, uczestnicząc w tradycyjnym wyścigu wioślarskich ósemek Oksford-Cambridge w latach 1934, 1935 i 1936 (wszystkie te wyścigi wygrało Cambridge). W 1936 roku Laurie wystąpił na igrzyskach olimpijskich w Berlinie, gdzie brytyjska ósemka zajęła w finale olimpijskim czwarte miejsce, przegrywając walkę o brązowe medale z reprezentantami III Rzeszy. Wspólnie z Jackiem Wilsonem zwyciężył w Silver Goblets & Nickalls' Challenge Cup podczas Henley Royal Regatta w 1938 roku.
Wioślarską karierę Rana przerwała II wojna światowa, jednak po jej zakończeniu powrócił do sportu. W 1948 roku, razem z Wilsonem ponownie zwyciężył w Silver Goblets & Nickalls' Challenge Cup. Jeszcze w tym samym roku Wilson i Laurie zwyciężyli w wyścigu dwójek bez sternika podczas igrzysk olimpijskich w Londynie, wyprzedzając osady Szwajcarii i Włoch. Kolejny złoty medal w tej konkurencji Brytyjczycy zdobyli dopiero 40 lat później, podczas igrzysk w Seulu. Łódź, w której triumfowali Wilson i Laurie znajduje się obecnie w muzeum River and Rowing Museum w Henley-on-Thames.
Karierę sportową zakończył na początku lat 50'. W 1954 roku ukończył medycynę i przez następne trzydzieści lat praktykował jako lekarz rodzinny w Oksfordzie. W latach 1986–1989 był prezesem oksfordzkiej filii organizacji Save the Children.
Od 1944 roku jego żoną była Patricia Laidlaw, także wyznania prezbiteriańskiego (zmarła 1989 roku z powodu stwardnienia zanikowego bocznego). Miał z nią dwie córki i dwóch synów, młodszy z nich to aktor Hugh Laurie. Obaj synowie podążyli w ślady ojca, wiosłując w barwach University of Cambridge. W 1990 roku w Norfolk poślubił Mary Arbuthnot. Laurie zmarł w 1998 roku na chorobę Parkinsona, miał 83 lata.